# تشارلز تي. غورهام
تشارلز تي. غورهام هو دبلوماسي وسياسي أمريكي، ولد في 29 مايو 1812 في دانبري في الولايات المتحدة، وتوفي في 11 مارس 1901 في مارشال في الولايات المتحدة. نشط حزبياً في الحزب الجمهوري والحزب الديمقراطي. وقد انتخب عضو مجلس ولاية ميشيغان ‏.